# Окумська сільська адміністрація
Оку́мська сільська́ адміністра́ція (абх. Уақәым ақыҭа ахадара) — сільська адміністрація в складі Ткуарчальського району Абхазії. Адміністративний центр адміністрації — село Окум.
Сільська адміністрація в часи СРСР існувала як Окумська сільська рада Гальського району. 1994 року, після адміністративної реформи в Абхазії, сільська рада була перетворена на сільську адміністрацію і передана до складу Ткуарчальського району.
В адміністративному відношенні сільська адміністрація утворена з 2 сіл:
- Агуавера (Агвавера)
- Окум (Окумі)

| Грузія | Це незавершена стаття з географії Грузії. Ви можете допомогти проєкту, виправивши або дописавши її. |